# Église Saint-Aubin de Saon
L'église Saint-Aubin est un édifice catholique de fondation romane, qui se dressent sur le territoire de la commune française de Saon, dans le département du Calvados, en région Normandie. L'édifice est partiellement classé au titre des monuments historiques.

## Localisation
L'église est située sur les bords de la Tortonne, sur la commune de Saon, dans le département français du Calvados.

## Historique
En 1148, Roger III Bacon, seigneur du Molay, donne l'église aux Templiers de Baugy à Planquery.

## Description
L'église de fondation romane a conservé de cette époque, côté nord, ses assises disposées en arêtes-de-poisson ainsi que trois petites fenêtres primitives, aujourd'hui murées, intercalées de trois baies en lancette du XIIe siècle.
La tour carrée, placée au nord du chœur, ne date que des environs de 1850 et fut construite par le curé de l'époque. Elle est percée de baies géminées avec des abat-sons et est coiffée par un toit en bâtière.
À l'intérieur de la chapelle seigneuriale du début du XVIIe siècle, on peut voir le gisant de Robert Davaynes († 10 février 1616), seigneur de Gruchy (Saon) et autres lieux, gentilhomme ordinaire de la chambre du roi et de sa vénerie, aux côtés de celui de son épouse, Jeanne Daché de Serquigny. La chapelle est en outre décorée de peintures murales malheureusement très altérées : la Pentecôte, l'Annonciation, la présentation au Temple, le Massacre des Innocents, l'Incrédulité de saint Thomas, le Jugement dernier et les quatre Évangélistes.

## Protection
La chapelle seigneuriale de la famille d'Avesnes avec l'ensemble de ses peintures murales, dans l'église de Saon, est classée au titre des monuments historiques par arrêté du 14 juin 1994.

## Mobilier
Au-dessus du chœur, on peut voir trois statues de bois du XVIIe : le Christ et deux évêques, dont l'une représente saint Aubin (470-550), évêque d'Angers, qui est le patron de l'église, et près des autels à retables latéraux du XVIIIe, une statue en pierre d'une Vierge à l'Enfant du XVIIe, et 
.